# San José de Chazo

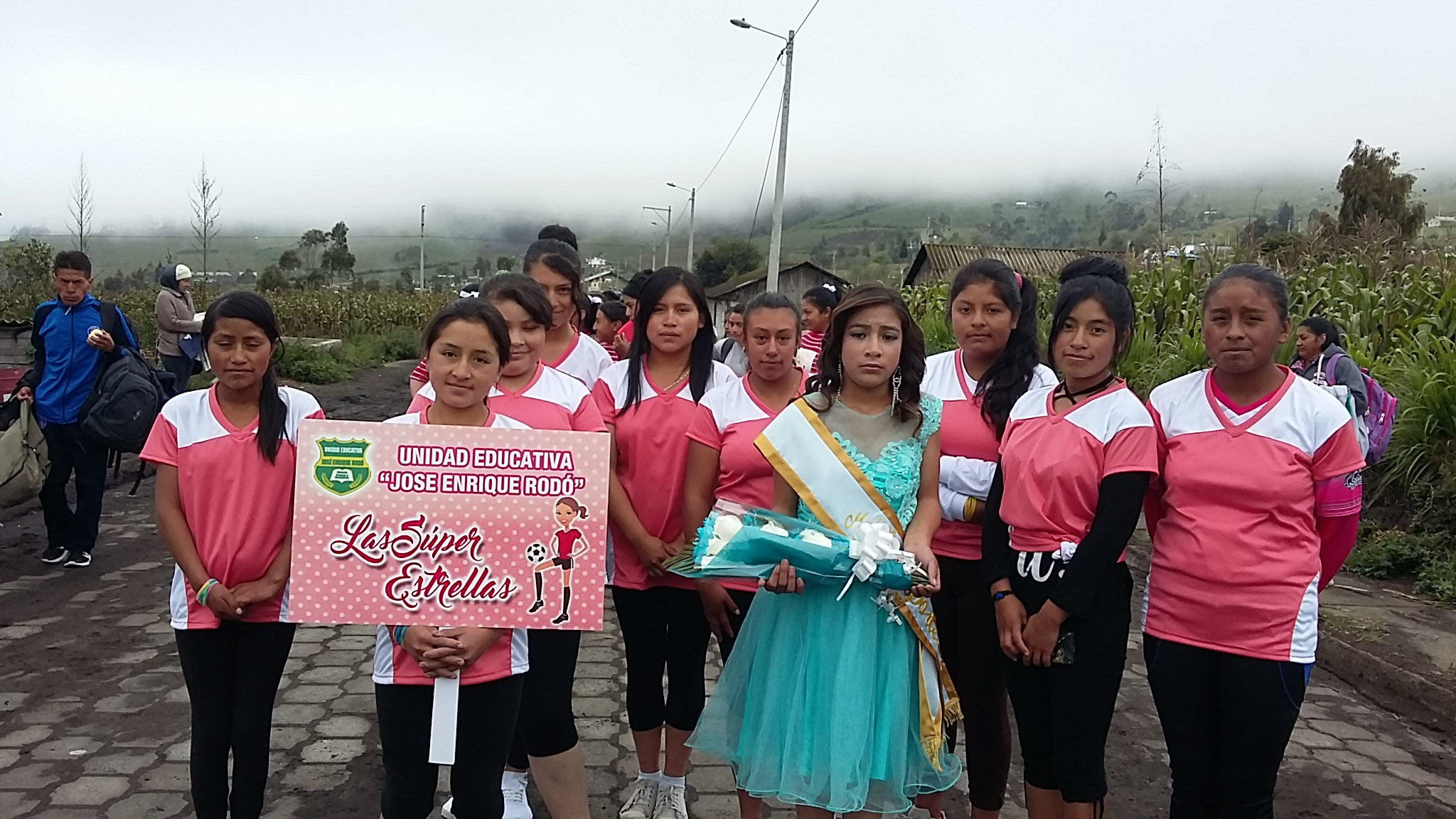

San José de Chazo ist eine Ortschaft und eine Parroquia rural („ländliches Kirchspiel“) im Kanton Guano der ecuadorianischen Provinz Chimborazo. Die Parroquia besitzt eine Fläche von 15,74 km². Die Einwohnerzahl lag im Jahr 2010 bei 1037.

## Lage
Die Parroquia San José de Chazo liegt im Anden-Hochtal von Ecuador. Das Verwaltungsgebiet befindet sich an einem Hang oberhalb des Westufers des nach Norden fließenden Río Chambo. Der 2920 m hoch gelegene Hauptort San José de Chazo befindet sich 13 km ostnordöstlich vom Kantonshauptort Guano sowie 18 km nordnordöstlich der Provinzhauptstadt Riobamba.
Die Parroquia San José de Chazo grenzt im Osten an die Parroquia Guanando, im Südwesten und im Westen an die Parroquia Ilapo sowie im Norden an die Parroquia Santa Fé de Galán.

## Geschichte
Die Gründung der Parroquia San José de Chazo wurde am 21. Januar 1988 im Registro Oficial N° 857 bekannt gemacht und damit wirksam.